# Magda Bandera
Magdalena Bandera Conejo (Sant Boi de Llobregat, 8 de desembre de 1970), més coneguda com a Magda Bandera, és una periodista i escriptora catalana.
Llicenciada en Periodisme per la Universitat Autònoma de Barcelona (UAB), va cursar un Postgrau en Periodisme Digital a la Universitat Oberta de Catalunya. Ha treballat per a diversos mitjans escrits i audiovisuals, entre els quals, La Vanguardia, El Periódico de Catalunya, Playboy, Marie Claire, Ona Catalana i La Sexta. Ha estat col·laboradora en diversos mitjans, com ara Catalunya Ràdio, TV3 o la Cadena Ser.
Des de la seva aparició, el setembre de 2007, treballa al diari Público, des d'on va impulsar el Decàleg per informar sobre la violència de gènere i el seu manual de redacció. També hi va coordinar des dels seus inicis la secció Femenino Plural sobre igualtat i feminisme. Des de 2015 és directora de La Marea, publicació de la qual ja era coordinadora editorial des que es fundà, al 2012. És editora de Climàtica, la primera revista especialitzada en l'escalfament global.

## Obra
És autora dels llibres No somos estúpidos (Arcopress i Edicions 62, 2006) juntament amb Mònica Artigas, Custodia compartida (2005), Hijos de guerra (DeBols!llo, 2002), Turbadísimos (Martínez Roca, 2002), 33 tristes traumas (Plaza & Janés, 2001), Haciendo aguas (DeBolsillo, 2000), El síndrome de mi Estocolmo (Plaza & Janés, 1999) i 39 veces la primera vez (DVD, 1999).

## Premis
L'any 2017 va rebre el premi Prensa Mujer i, dos anys més tard, el premi Bones Pràctiques en Comunicació no sexista de l'Associació de Dones Periodistes de Catalunya per la seva tasca informativa sobre les conseqüències de la violència masclista.
Al 2020 fou premiada per l'Institut de Drets Humans de Catalunya-IDHC, amb la menció especial als mitjans de comunicació del Premi Solidaritat 2019, que reconeix la seva trajectòria professional com a «pionera en la introducció en l'agenda mediàtica de temàtiques imprescindibles per al coneixement i la defensa dels drets humans, especialment dels drets de les dones». I el «paper destacat en de l'adopció de tractaments informatius respectuosos amb els drets humans, impulsant diversos projectes periodístics orientats a una cobertura responsable de les violències masclistes».